# Даниэлу, Шарль
Шарль Луи Клод Даниэлу (фр. Charles Louis Claude Daniélou; 13 июля 1878, Дуарнене — 30 декабря 1953, Нёйи-сюр-Сен) — французский политический и государственный деятель, антиклерикал, поэт и писатель
.

## Биография
Сын Эжена Даниэлу, мэра г. Локронана в Бретани, торговца вином. Его дед — торговавший полотном, поселился в Локронане в 1707 году.
Журналист. С 1912 по 1945 — мэр г. Локронана.
В 1910—1914 и 1919—1936 избирался депутатом от департамента Финистер в парламент Франции.
Начинал как консерватор и антидрейфусар, связанный с Республиканской федерацией (Fédération républicaine), затем входил в Демократический альянс (Alliance démocratique) и движение Независимых радикалов. В 1924 году сблизился с левоцентристом А. Брианом.
Был министром в кабинетах К. Шотана (1930), Т. Стега (1930—1931), Поль-Бонкура (1932—1933),Э. Даладье (1933).

## Семья
В браке с Мадлен Кламорган имел 6 детей, в том числе:
- Жана (1905—1974) — французский католического теолога, историка, кардинала; члена Французской академии. Титулярного архиепископа Таормина (1969). Кардинала-дьякона с дьяконством S. Saba с 28 апреля 1969 года.
- Алена (1907—1994), известного индолога и музыковеда.
- Мари (1917—1975), члена сборной Франции по лыжам.

## Творчество
Автор сборников стихов и прозы.

## Избранные произведения
- Les Armoricaines , 1905
- Des poèmes sous la lampe , 1926
- Les Veillées fabuleuses , 1922
- La Chanson des casques , b.d.
- Le Fantôme de Richemer , 1925
- Dans l’intimite de marianne, 1945.